# 輕井澤綁架指南
《輕井澤綁架指南》是由堀井雄二編劇，1985年艾尼克斯（現史克威尔艾尼克斯）為PC-8801發行的冒險遊戲。遊戲之後移植于多個PC平臺。
繼《港口鎮連續殺人事件》和《北海道連鎖殺人 鄂霍次克的消失》，堀井繼續為第三部遊戲《輕井澤綁架指南》編劇。這三部遊戲被稱作“堀井不思議三部曲”。和前兩作以警探做主人公不同，本作的主人公為普通的大學生情侶，故事情節設定於於避暑勝地輕井澤。此外《港口鎮》登場人物澤木文江也在遊戲中客串登場。

## 外部連結
- 移動電話版官方網站 （日語）